# سياسات التخطيط الأسري في الصين

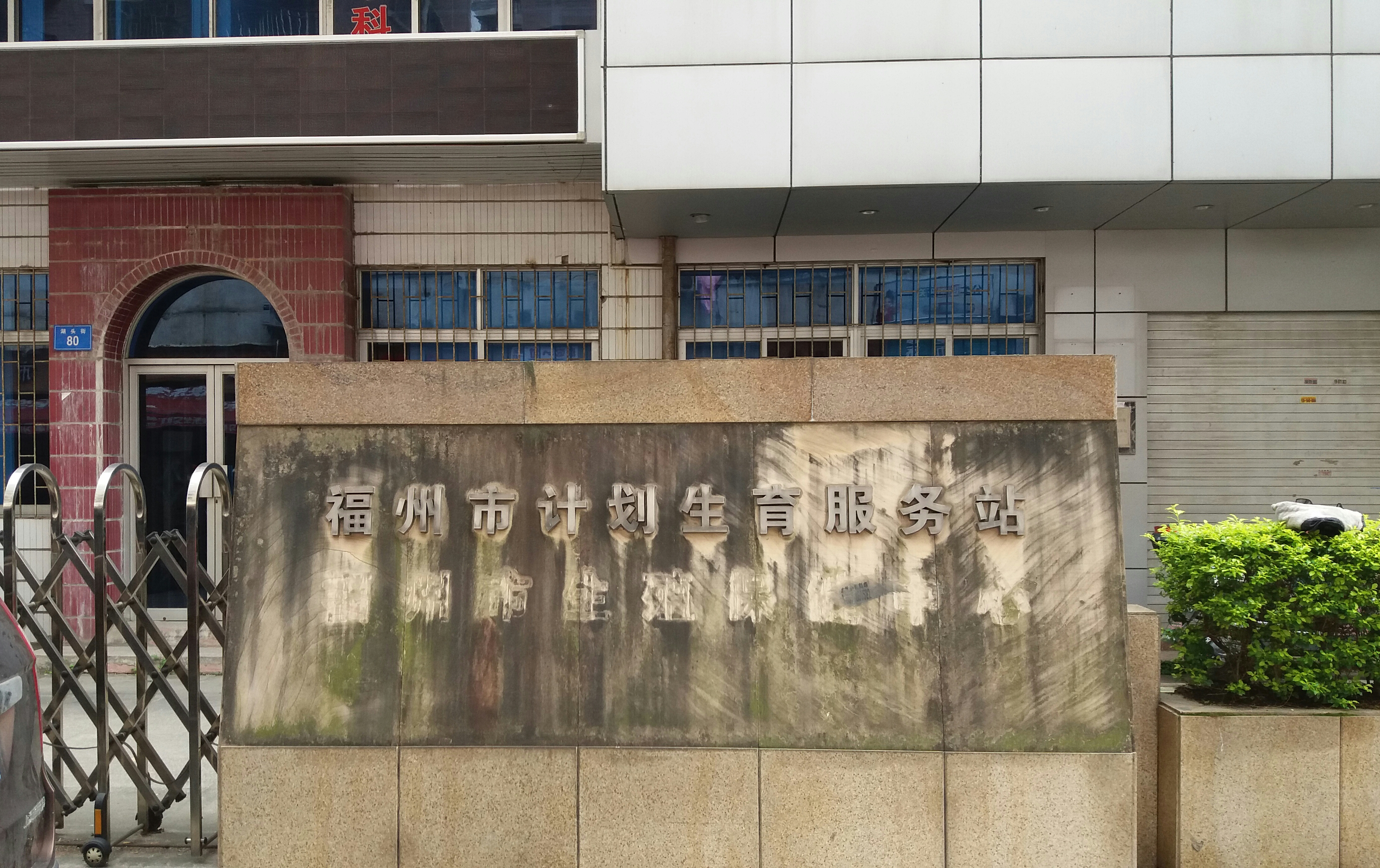
المدخل القديم لمحطة خدمات تنظيم الأسرة في فوزهو، الصين (2017)

تضمنت سياسات التخطيط الأسري في الصين (بالصينية: 计划生育 政策) حصصًا محددة للولادات (سياسة الأطفال الثلاثة، وسياسة الطفلين وسياسة الطفل الواحد) بالإضافة إلى تطبيق صارم لهذه الحصص. تشكل هذه العناصر معًا برنامج التخطيط السكاني لجمهورية الصين الشعبية. لا ينبغي الخلط بين برنامج الصين وبرامج تخطيط الأسرة في بلدان أخرى والتي صممت لتشجيع الآباء على إنجاب عدد الأطفال الذي يرغبون فيه. وُفِّرَت وسائل منع الحمل في الصين من خلال برامج تخطيط الأسرة التابعة لبرنامج تنظيم الولادة بموجب قرار الحكومة الذي حدد عدد الولادات التي يمكن أن ينجبهم الآباء لغرض التحكم في الكثافة السكانية. في عهد الرئيس ماو تسي تونغ، كان موقف الحكومة الصينية غامضًا ومتغيرًا تجاه التخطيط الأسري خاصةً خلال القفزة العظيمة للأمام. طُرحَت فكرة تخطيط الأسرة لأول مرة في الخمسينيات من القرن الماضي باعتبارها «توصية». ومع ذلك لم تنفذ بشكل صارم حتى عام 1970 عندما أعلنت لجنة المراقبة العسكرية التابعة لوزارة الصحة الصينية أن وسائل منع الحمل سيجري توفيرها مجانًا. وأعلن رئيس الوزراء زو إنلاي عن زيادة عدد السكان في المناطق الحضرية والريفية على التوالي. استمرت مخاوف نظرية مالتوس في بداية إقرار سياسة إنجاب طفلين فقط في أوائل السبعينيات في إطار برنامج أطول وأقل لاحقاً. بعد وفاة ماو في عام 1976، تطورت السياسة إلى سياسة الطفل الواحد في عام 1979، عندما قرر مجموعة من كبار القادة أن قيود الولادة الحالية غير كافية للتعامل مع ما اعتبروه أزمة اكتظاظ سكاني. لكن سياسة الطفل الواحد سمحت بالعديد من الاستثناءات من ضمنها استثناء الأقليات العرقية. في أواخر عام 2015، رُفِع ما تبقى من قيود الطفل الواحد وإعادته إلى حدود الطفلين كما كان عليه الحال خلال السبعينيات. وفي مايو 2021، قدمت إدارة شي جين بينغ رسميًا سياسة الأطفال الثلاثة لتحل محل سياسة الطفلين. ثم بعد شهرين فقط في يوليو 2021، ألغت الحكومة جميع العقوبات المفروضة على الأزواج الذين لديهم أطفال أكثر مما هو مسموح لهم.

## نبذة تاريخية
بعد وقت قصير من تأسيس جمهورية الصين الشعبية في أكتوبر 1949، شجع ماو تسي تونغ والحزب الشيوعي الصيني الشعب على إنجاب العديد من الأطفال مقلدين سياسات مثل «الأم البطلة» من الاتحاد السوفيتي وأدانت الحكومة الشيوعية الصينية وسائل منع الحمل وحظرت استيرادها. أُجرِي أول تعداد وطني للسكان في الصين في عام 1953 بناءً على اقتراح ما ينتشو، رئيس جامعة بكين آنذاك. وأظهرت النتيجة أن إجمالي عدد السكان يزيد عن 600 مليون (نحو 100 مليون زيادة وفقاً لتعداد عام 1949) بالإضافة إلى النمو السريع للسكان بمعدل زيادة سنوي يزيد عن 2.2٪. نتيجة لذلك، جرت الموافقة على سياسات تنظيم الأسرة والتوصية بها من قبل الحكومة الصينية. ومع ذلك بدأ ماو بتغيير موقفه في عام 1957، وتعرض لانتقادات واسعة في «الحملة على اليمينيين» بغض النظر عن دعمه الدائم لتنظيم الولادات، واضطر إلى الاستقالة من منصب رئيس جامعة بكين عام 1960. وفي عام 1958، أطلق ماو القفزة العظيمة للأمام وبدأ في تعزيز النمو السكاني مرة أخرى، قائلاً إنه لا يزال من الجيد أن يكون هناك المزيد من البشر. أدت هذه القفزة العظيمة الكارثية إلى المجاعة الصينية الكبرى (1959-1961) التي مات خلالها ما يقارب 15-55 مليون شخص. ثم في عام 1962، أعقب ذلك طفرة المواليد. وأظهر التعداد السكاني الوطني الثاني في عام 1964 أن إجمالي عدد السكان يبلغ نحو 700 مليون في الصين. بدأت الحكومة من عام 1962 بتعزيز تنظيم الأسرة مرة أخرى لكنها كانت غير فعالة إلى حد ما وتوقفت بسبب الثورة الثقافية التي بدأت في عام 1966. ونتيجة لذلك ظل معدل الزيادة السكانية في الصين مرتفعًا للغاية، إذ بلغ عدد السكان 852 مليون شخصًا في عام 1971. تغير موقف ماو مرة أخرى في عام 1971، وبدأت الحكومة في تعزيز تنظيم الأسرة بشكل كافٍ ما تسبب في انخفاض معدل الزيادة السنوية إلى أقل من 2٪ بعد عام 1974. شجعت السياسات في ذلك الوقت طفلين لكل أسرة وكان الشعار هو «وقت متأخر ومدة طويلة وعدد قليل» أو «وان الحادي عشر» ما يعني الزواج والإنجاب المتأخرين والمباعدة بين الولادات (3 سنوات على الأقل بين الولادتين) وتحديد الخصوبة (بما لا يزيد عن طفلين). ومع ذلك، بحلول الوقت الذي توفي فيه ماو في عام 1976، تجاوز عدد سكان الصين 900 مليون.

## سياسة الطفل الواحد
ابتداءً من عام 1979 ونظرًا لأزمة الاكتظاظ السكاني في ذلك الوقت، بدأ الزعيم الصيني الجديد دينج شياو بينج جنبًا إلى جنب مع كبار القادة الآخرين بما في ذلك تشين يونغ المُسن ورئيس مجلس الدولة زاو زيانغ والرئيس لي شيان يان، في الترويج لما يسمى «سياسة الطفل الواحد» في البر الرئيسي للصين. في أواخر ربيع عام 1979، أصبح تشين أول زعيم يقترح سياسة الطفل الواحد  قائلاً في 1 يونيو: اقترح عليّ الرفيق زيانيان خطة «طفلٌ واحد هو الأفضل، وعلى الأكثر طفلان». وأود أن أقول الصرامة الأكثر مطلوبة، إذ سيكون المبدأ «طفلٌ واحدٌ فقط» مع الاستعداد لانتقاد الآخرين لقطع النسل. ولكن إذا لم نفعل ذلك الآن فإن المستقبل سيغدو قاتماً. في 15 أكتوبر 1979، التقى دينغ بوفد بريطاني بقيادة فيليكس غرين في بكين  قائلاً «إننا نشجع طفلًا واحدًا لكل زوجين ونقدم مكافآت اقتصادية لأولئك الذين يعدون بإنجاب طفل واحد فقط»
 وسرعان ما بدأ تطبيق هذه السياسة على الصعيد الوطني، مع بعض الاستثناءات للأقليات العرقية والأسر الريفية. على وجه الخصوص، أُعيد تأهيل ما ينتشو خلال بولون فانجنك (Boluan Fanzhe)، في عام 1982، أظهر التعداد السكاني الوطني الثالث أن عدد السكان في الصين وصل إلى مليار. وفي نهاية العام، أصبح تنظيم الأسرة سياسة أساسية في الصين وكذلك واجبًا دستوريًا.